# Dryopteris haganecola
Dryopteris haganecola är en träjonväxtart som beskrevs av Kurata. Dryopteris haganecola ingår i släktet Dryopteris och familjen Dryopteridaceae. Inga underarter finns listade.